# آني وود
آني وود (بالإنجليزية: Annie Wood)‏ هي ممثلة أمريكية، ولدت في 10 فبراير 1971 في هوليوود في الولايات المتحدة.

## أعمال

### أفلام
- (2007) حظا سعيدا تشاك[1]

## وصلات خارجية
- آني وود على موقع IMDb (الإنجليزية)
- آني وود على موقع ألو سيني (الفرنسية)
- آني وود على موقع أول موفي (الإنجليزية)
- آني وود على موقع قاعدة بيانات الأفلام السويدية (السويدية)
- آني وود على موقع قاعدة بيانات الفيلم (الإنجليزية)
- آني وود على موقع كينوبويسك (الروسية)